# Сан-Хуан Джаблоті
«Сан-Хуан Джаблоті» (англ. San Juan Jabloteh Football Club) — тринідадський футбольний клуб з міста Сан-Хуан, який виступає в Про Лізі ТТ. Домашні матчі проводить на Хейслі Кроуфорд в Порт-оф-Спейн.

## Історія
Заснований у 1974 році з метою «підняти соціально-економічний та моральний стан молоді Сан-Хуана та його передмість». Після заснування Футбольною асоціацією Тринідаду і Тобаго напівпрофесіональної ліги в 1994 році «Сан-Хуан Джаблоті» перетворився з молодіжної команди в професіональний футбольний клуб. За підтримки CL Financial у 1996 році клуб значно розширив свою діяльність. З 1997 по 1999 рік команда тричі поспіль фінішувала на четвертому місці у напівпрофесіональній лізі.
Після створення першої професіональної ліги Тринідаду і Тобаго в 1999 році «Сан-Хуан Джаблоті» став одним із засновників ліги. З моменту заснування турніру клуб був найуспішнішим клубом ліги, вигравши чемпіонат у 2002, 2003/04, 2007 та 2008 роках. «Сан-Хуан Джаблоті» також представляв країну на Кубку Чемпіонів КОНКАКАФ у 2004 році.
Спочатку розформував юнацькі та молодіжні команди, а в липні 2012 року клуб вирішив розформувати й головну команду, яка виступала в Про лізі ТТ. Натомість клуб вирішив сконцентрувати увагу на нетболі.

## Досягнення

### Національні
- Про Ліга ТТ
  -  Чемпіон (4): 2002, 2003/04, 2007, 2008

- Кубок ТТ
  -  Володар (2): 1998, 2005

- Кубок Перших Городян
  -  Володар (2): 2000, 2003
  -  Фіналіст (1): 2005

- Digicel Pro Bowl
  -  Володар (3): 2003, 2005, 2006
  -  Фіналіст (2): 2001, 2004

- TOYOTA Classic
  -  Володар (1): 2008
  -  Фіналіст (2): 2007, 2009

### Міжнародні турніри
- Клубний кубок Карибського басейну
  -  Чемпіон (1): 2003
  -  Срібний призер (1): 2006
  -  Бронзовий призер (1): 2009

## Статистика виступів
| Сезон   | Сезон чемпіонату   | Сезон чемпіонату       | Трофей ФА      | Кубок Перших городян | Digicel Pro Bowl | TOYOTA Classic   | Lucozade Sport Goal Shield | Клубнний чемпіонат КФС | Ліга чемпіонів КОНКАКАФ |
| Сезон   | Місце в чемпіонаті | Велика 6-а             | Трофей ФА      | Кубок Перших городян | Digicel Pro Bowl | TOYOTA Classic   | Lucozade Sport Goal Shield | Клубнний чемпіонат КФС | Ліга чемпіонів КОНКАКАФ |
| ------- | ------------------ | ---------------------- | -------------- | -------------------- | ---------------- | ---------------- | -------------------------- | ---------------------- | ----------------------- |
| 1997    | 4-е                | Стартував у 2004       | Невідомо       | Стартував у 2000     | Стартував у 2001 | Стартував у 2005 | Стартував у 2009           | Не кваліфікувався      | Не кваліфікувався       |
| 1998    | 4-е                | Стартував у 2004       | Чемпіони       | Стартував у 2000     | Стартував у 2001 | Стартував у 2005 | Стартував у 2009           | 1/4 фіналу             | Не кваліфікувався       |
| 1999    | 4-е                | Стартував у 2004       | Невідомо       | Стартував у 2000     | Стартував у 2001 | Стартував у 2005 | Стартував у 2009           | Не відбувся            | Не кваліфікувався       |
| 2000    | 3-є                | Стартував у 2004       | 1/2 фіналу     | Чемпіони             | Стартував у 2001 | Стартував у 2005 | Стартував у 2009           | Не кваліфікувався      | Не кваліфікувався       |
| 2001    | 5-е                | Стартував у 2004       | 1/4 фіналу     | Не кваліфікувався    | Фінал            | Стартував у 2005 | Стартував у 2009           | Не кваліфікувався      | Не відбувся             |
| 2002    | Чемпіони           | Стартував у 2004       | 1/2 фіналу     | 1/2 фіналу           | 1/4 фіналу       | Стартував у 2005 | Стартував у 2009           | Не кваліфікувався      | Не кваліфікувався       |
| 2003–04 | Чемпіони           | Стартував у 2004       | 1/8 фіналу     | Чемпіони             | Чемпіони         | Стартував у 2005 | Стартував у 2009           | Чемпіони               | Не кваліфікувався       |
| 2004    | 3-є                | Переможець             | Залишив турнір | 1/4 фіналу           | Фінал            | Стартував у 2005 | Стартував у 2009           | 1/2 фіналу             | 1/4 фіналу              |
| 2005    | 2-е                | 6-е                    | Чемпіони       | Фінал                | Чемпіони         | 1/2 фіналу       | Стартував у 2009           | Не кваліфікувався      | Не кваліфікувався       |
| 2006    | 3-є                | Переможці              | 1/4 фіналу     | 1/2 фіналу           | Чемпіони         | 1/4 фіналу       | Стартував у 2009           | Фінал                  | Не кваліфікувався       |
| 2007    | Чемпіони           | 4-е                    | 1/2 фіналу     | 3-є місце            | 1/4 фіналу       | Фінал            | Стартував у 2009           | 4-е місце              | Не кваліфікувався       |
| 2008    | Чемпіони           | Переможці              | 1/4 фіналу     | 4-е місце            | 1/4 фіналу       | Чемпіони         | Стартував у 2009           | Не відбувся            | Не кваліфікувався       |
| 2009    | 2-е                | 2-е                    | 1/8 фіналу     | 1/2 фіналу           | 1/4 фіналу       | Фінал            | 1/2 фіналу                 | 3-є місце              | Не кваліфікувався       |
| 2010    |                    | Завершився у 2009 2009 |                |                      |                  |                  |                            | 3-є місце              | Груповий етап           |
| 2011    |                    | Завершився у 2009 2009 |                |                      |                  |                  |                            |                        | Попередній              |

## Статистика виступів у континентальних змаганнях
- Клубний кубок КФС 1998:

1/4 фіналу v.  Оглон дю Ламентен – 0:2
- Клубний кубок КФС 2003

1/2 фіналу v.  «Арнетт Гарденс» – 3:1, 1:3 («Сан-Хуан Джаблоті» переміг з загальним рахунком 6:2)
Фінал v.  «Дабл-Ю Конекшн» – 2:1, 2:1 («Сан-Хуан Джаблоті» переміг у серії післяматчевих пенальті з рахунком 4:2)
- Кубок чемпіонів КОНКАКАФ 2004

1/4 фіналу v.  «Чикаго Файр» – 5:2, 0:4 («Чикаго Файр» переміг з загальним рахунком 6:5)
- Клубний кубок КФС 2004

Перший раунд v.  «Волкін Бут Компані» – 3:1, 0:0 («Сан-Хуан Джаблоті» переміг з загальним рахунком 3:1)
1/2 фіналу v.  «Тіволі Гарденс» – 1:1, 0:1 («Тіволі Гарденс» переміг з загальним рахунком 2:1)
- Клубний кубок КФС 2006

Груповий етап v.  САП – 4:0
Груповий етап v.  «СВ Бриттанія» – 8:0
Груповий етап v.  «Нью-Вайбс» – 5:0
Груповий етап v.  «Балтімор» – 2:0
Фінал v.  «Дабл-Ю Конекшн» – 0:1
- Клубний кубок КФС 2007

Груповий етап v.  «ССД Барбер» – 5:0
Груповий етап v.  «Депортіво Насіонал» – 5:1
1/4 фіналу v.  «Балтімор» – 1:0
1/2 фіналу v.  «Гарбор В'ю» – 0:0 («Гарбор В'ю» переміг у серії післяматчевих пенальті з рахунком 10:9)
3-є місце v.  «Пуерто-Рико Айлендерз» – 0:1, 0:0 («Пуерто-Рико Айлендерз» перемогли з загальним рахунком 1:0)
- Клубний кубок КФС 2009

Другий раунд v.  «Інтер Мунготапу» – 2:1, 3:1 («Сан-Хуан Джаблоті» перемогли з загальним рахунком 5:2)
1/2 фіналу v.  «Дабл-Ю Конекшн» – 1:2
3-є місце v.  «Темпеті» – 2:1
- Ліга чемпіонів КОНКАКАФ 2009/10

Попередній раунд v.  «Сан-Франциско» – 0:2, 3:0 («Сан-Хуан Джаблоті» перемогли з загальним рахунком 3:2)
Груповий раунд v.  «Депортіво Толука» – 0:1, 0:3
Груповий раунд v.  Ді Сі Юнайтед – 0:1, 1:5
Груповий раунд v.  «Маратон» – 1:3, 2:4
- Кулбний кубок КФС 2010

Другий раунд v.  «Альфа Юнайтед» – 2:0
Другий раунд v.  «Рівер Плейт» – 1:0
Фінальний раунд v.  «Джо Паблік» – 0:1
Фінальний раунд v.  «Баямон» – 4:1
Фінальний раунд v.  «Пуерто-Рико Айлендерз» – 0:1
- Ліга чемпіонів КОНКАКАФ 2010/11

Попередній раунд v.  «Сантос Лагуна» – 0:1, 0:5 («Сантос Лагуна» перемогли з загальним рахунком 6:0)

## Відомі тренери
- Стів Рюттер (2004)
- Террі Фенвік (2005–2011)